# Take It Like a Man
Take It Like a Man è il secondo album in studio del gruppo heavy metal statunitense Butcher Babies, pubblicato il 21 agosto 2015 dalla Century Media Records.

## Antefatti
Nel novembre 2014 il gruppo cominciò a lavorare ad un nuovo album che venne completato ufficialmente nell'aprile 2015. Nel maggio successivo, durante un'intervista con l'emittente statunitense Rock Rage Radio, le due cantanti confermarono la riuscita dell'album, ma annunciarono che mancava ancora un titolo definitivo, in quanto la casa discografica non aveva accettato il titolo proposto dal gruppo; alla fine di maggio, il gruppo annunciò di essere riuscito a trovare un accordo sul titolo dell'album con la Century Media Records.

## Tracce
1. Monsters Ball – 3:57
2. Igniter – 2:46
3. The Cleansing – 3:55
4. The Butcher – 3:58
5. Gravemaker – 4:41
6. Thrown Away – 3:38
7. Never Go Back – 3:28
8. Marquee – 4:19
9. Blood Soaked Hero – 3:36
10. Dead Man Walking – 4:37
11. For the Fight – 3:20
12. Blonde Girls All Look the Same – 2:42

## Formazione
- Heidi Shepherd – voce
- Carla Harvey – voce
- Jason Klein – basso
- Henry Flury – chitarra
- Chrissy Warner – batteria

## Classifiche
| Classifica (2015) | Posizione massima |
| ----------------- | ----------------- |
| US Billboard 200  | 76                |
| US Hard Rock      | 8                 |
| US Independent    | 5                 |
| US Top Rock       | 13                |